# Uganda Airlines
Az Uganda Airlines Uganda nemzeti légitársasága. A vállalat a régebbi Uganda Airlines jogutódja, amely 1976-tól 2001-ig működött. A jelenlegi légitársaság 2019 augusztusában kezdte meg a működését.

## Története
Tanulmányok és széles körű konzultációk után az ugandai kabinet úgy döntött, hogy újraindítja az Uganda Airlines-t, hat új repülőgéppel, amelyek közül kettő széles törzsű, nagy hatótávolságú Airbus A330-800-as, a másik négy pedig Bombardier CRJ900-as repülőgép lesz. A tanulmányok egy mintegy 70 millió dolláros kormányzati tőkebefektetést és egy összesen 330 millió dolláros kölcsönt ajánlottak egy regionális hitelezőtől a vásárlás befejezéséhez.
2018 májusában a The EastAfrican arról számolt be, hogy az ugandai kormány mind a hat repülőgépre letétbe helyezett egy kisebb összeget, amíg véglegesen le nem zárja a finanszírozási megállapodásokat. A CRJ900-as repülőgépeket 2018 novemberéig, az A330-800-as repülőgépeket pedig 2020 decemberéig tervezték leszállítani.
Ephraim Bagenda, a vállalat akkori vezérigazgatója szerint 2019. március 19-ig 12 pilóta és 12 első tiszt, mindannyian ugandaiak, elvégezték a CRJ900-as repülőgépen a képzést és megkapták a tanúsítványukat. Az első két repülőgépet 2019 áprilisára várták Ugandába. A harmadik repülőgépet a tervek szerint 2019 júliusában, a negyedik CRJ900-ast pedig 2019 szeptemberére szállították le. A légitársaság 2019 áprilisa és júniusa között tervezte, hogy megszerezze az Ugandai Polgári Légiközlekedési Hatóságtól a Légi Üzemeltetői Engedélyt (AOC), és 2019. június 30-ig megkezdje a működését. 2019. április 8-án az első két repülőgép (5X-EQU és 5X-KOB) várható átadási időpontja 2019. április 23. volt.
2019 áprilisában megerősítették, hogy az első Bombardier CRJ900-as repülőgép átadása 2019. április 23-án, az első Airbus A330-800-asé pedig 2021 első felében lesz.
2019. július 27-én az Ugandai Polgári Légiközlekedési Hatóság megadta az Uganda National Airlines Company számára az üzemeltetői engedélyt, így ezzel lezárult az az ötlépcsős, három hónapos tanúsítási folyamat, amely lehetővé tette a légitársaság számára hogy megkezdje a kereskedelmi tevékenységét. A légitársaság 2019. augusztus 2-án jelentette be, hogy az indulás időpontja 2019. augusztus 28-a. Járatokat indítanak Nairobiba, Mogadishuba, Dar es-Salaamba, Jubába, Moshiba, Mombasába és Bujumburába.
2019. augusztus 28-án reggel az Uganda Airlines első kereskedelmi járata Entebbéből a Jomo Kenyatta nemzetközi repülőtérre tartott, nyolc utassal a fedélzeten.
2019. november 13-án az Uganda Airlines elindította az első járatát a Kilimandzsáró nemzetközi repülőtérre; ezzel befejeződött a hét útvonal kiszolgálásának az első szakasza, amely közel három hónappal ezelőtt kezdődött a légitársaság első járatával Nairobiba.
2019. december 16-án az Uganda Airlines elindította a járatát a tanzániai Zanzibárba. A hetente háromszor induló járattal a légitársaság útvonalbővítésének második szakaszában nyolcra nőtt a célállomások száma.
2020. október 1-jén, miután a Covid-19 világjárvány miatt elrendelt utazási korlátozások miatt hat hónapig szünetelt a menetrend szerinti személyszállítás, az Uganda Airlines fokozatosan újraindította a járatait. Ezen a napon nyitották meg a légitársaság bázisát, az Entebbei nemzetközi repülőteret, amely 2020 márciusa óta zárva volt az utasforgalom elől.
2020. december 18-án az Uganda Airlines járatot indított a Kongói Demokratikus Köztársaságban található Kinshasába. A heti háromszori járattal, a légitársaság hálózata tíz célállomásra bővült.
2021. április 30-án a közlekedésügyi miniszter, Katumba Wamala tábornok felmentette Cornwell Muleya vezérigazgatót, és felfüggesztette a teljes vezetőséget és igazgatótanácsot a korrupció, a rossz gazdálkodás és a gyenge teljesítmény vádja alatt.

## Célállomások
Az Uganda Airlines 2022 januárjában a következő célállomásokat szolgálja ki:
Amikor a Kabaale nemzetközi repülőtér 2023-ban elkészül, az új repülőtérről várhatóan helyi, regionális és nemzetközi célállomásokra induló járathálózatot alakítanak ki.
A két A330-800-as repülőgép várhatóan 2020 decemberében és 2021 januárjában érkezik meg, így az Uganda Airlines várhatóan 2021 első negyedévében indít járatokat Európába, Ázsiába és a Közel-Keletre.
A következő célállomásokat fontolta meg a légitársaság: London-Heathrow-i repülőtér, Dubaji nemzetközi repülőtér, Kuangcsou-Pajjüni nemzetközi repülőtér, Cshatrapati Sivádzsi nemzetközi repülőtér, nyugat- és dél-afrikai repülőterek.
2020 októberében bejelentették, hogy az Uganda Airlines megkapta a hatósági engedélyt hogy járatokat indítson a Dél-afrikai Köztársaságba. A légitársaság 2021. május 31-től heti négyszer indított járatot az Entebbei nemzetközi repülőtér és az O. R. Tambo nemzetközi repülőtér között.
2021. március 2-án jelentették, hogy a légitársaság 2021. március 28-tól heti ötször menetrend szerinti járatot indítana Entebbe és London között, egy Airbus A330-800-as repülőgéppel. A járatot viszont nem indították el a tervezettek szerint, mivel a légitársaság nem szerezte meg a repülőgép tanúsítványát az Ugandai Polgári Légiközlekedési Hatóságtól. Az A330-800-asok megfelelő tanúsítása 2021. augusztus 20-án megtörtént.
2021. október 4-től az Uganda Airlines interkontinentális járatokat indított heti háromszor Entebbe és Dubaj között, Airbus A330-800-as repülőgépekkel. Négy héttel később, 2021 novemberének első hetében a két város közötti járatsűrűséget heti négyszeresre emelték a járat nagy kihasználtsága miatt.

## Flotta
A légitársaság a repülőgépeket újonnan szerezte be az európai Airbustól és a kanadai Bombardier Aviation-től. 2022 januárjában a légitársaság a következő repülőgépeket üzemelteti:
Az Uganda Airlines által megrendelt négy CRJ900-as repülőgép közül az első 2019 februárjában teljesítette első próbarepülését a légitársaság festésében. 2019. március 29-én az ugandai parlament jóváhagyta az ugandai kormány kérését, amiben 76 millió dollárt kért, hogy kifizethesse az első két CRJ900-as repülőgépet, amik várhatóan 2019 áprilisában érkeznek Ugandába.
A harmadik és negyedik CRJ900-as repülőgép 2019. októberében érkezik meg - közölte az Ugandai Közlekedésügyi Minisztérium. 2019. október 5-én a harmadik és a negyedik CRJ900-as, az 5X-KDP és az 5X-KNP elhagyta a kanadai Montréalt, és elindultak az ugandai Entebbébe, ahová 2019. október 7-én érkeztek meg.
A légitársaság 2019. április 8-án erősítette meg két A330-841-esre szóló megrendelését. 2020. október 16-án a légitársaság által megrendelt két A330-841-es közül az első, 5X-NIL lajstromjelű gép elhagyta a festőműhelyet a franciaországi Toulouseban, a légitársaság festésében. Az első repülőgép átadására 2020. december 21-én került sor.
Ezen a napon az Airbus átadta a légitársaság által 2018-ban megrendelt két A330-841-es közül az elsőt egy ugandai kormánytisztviselőkből álló küldöttségnek, amelyet Katumba Wamala tábornok, az akkori ugandai közlekedésügyi miniszter vezetett. Az 5X-NIL lajstromjelű repülőgépet egy ugandai pilótákból álló csapat 2020. december 22-én UR404-es járatszámmal Toulouseból Entebbébe vitte. Youtuber Josh Cahill is részt vett az Entebbébe tartó járaton, aki dokumentálta az utazást a csatornáján.
2021. február 2-án a két A330-841-es közül a második, 5X-CRN lajstromjelű gépet UR406-os járatszámmal leszállították Toulouseból Entebbébe, így a légitársaság flottája már hat gépet számol.
2021. augusztus 12-én a légitársaság egyik Airbus A330-800-as típusú, 5X-NIL lajstromjelű repülőgépe Johannesburgba repült egy bemutató repülésre, amely a repülőgép tanúsítási folyamatának utolsó szakaszába tartozott.
2021. augusztus 20-án az Ugandai Polgári Légiközlekedési Hatóság az 5X-NIL és az 5X-CRN Airbus A330-800-as lajstromjelű repülőgépeket megfelelő tanúsítással látta el és a légitársaság működési engedélyéhez hozzácsatolta őket.

## Díjak és kitüntetések
2021 márciusában az Uganda Airlines elnyerte a világ legfiatalabb repülőgépflottája díjat, amelyet a svájci Ch-Aviation, a Chur városában működő iparági információgyűjtő és kiadó adott át. A kiadvány az Uganda Airlines flottájában lévő repülőgépek átlagéletkorát 1,15 évre tette 2021 márciusában.